# 三木一馬
三木 一馬（みき かずま、1977年9月12日 - ）は、日本のライトノベル編集者。株式会社ストレートエッジ代表取締役社長、株式会社EGG FIRM社外取締役。徳島県出身。上智大学理工学部物理学科卒業。

## 概要
上智大学理工学部卒業後、2000年にメディアワークス（現在のKADOKAWA アスキー・メディアワークスブランド（AMW）の前身）に入社、翌2001年に『電撃文庫』編集部に配属。
三木が編集を担当した作品はアニメ化されたものも多く、担当編集がメディアミックスの渉外も受け持つ電撃の慣例により、そのような作品ではKADOKAWAからのプロデューサーとしてアニメにクレジットされている。
2015年12月には、自身が手掛けた歴代作品にまつわるエピソードや仕事に対する姿勢・思想を述べるビジネス書（的側面もあるエッセイ風書籍）『面白ければなんでもあり 発行累計6000万部--とある編集の仕事目録（ライフワーク）』（ISBN 4-04-865715-1）を上梓した。書籍表紙を含めたイメージイラストは代表作『ソードアート・オンライン』シリーズのイラストを担当するabecによる描きおろし。
電撃文庫および電撃文庫MAGAZINE編集部各編集長を担当した後、2016年3月31日付でKADOKAWAを退社、翌4月1日に株式会社ストレートエッジを設立、代表取締役に就任。なお、この新会社にはAMW時代の上司であった鈴木一智統括部長が取締役として名を連ねている。三木自身は新会社設立後も外部担当編集者として古巣の電撃文庫に関わり続ける。
三木が独立を決意した後、2人の先輩実業家からコンテンツビジネスのノウハウを学び、当時の上司であった鈴木にその決意を直訴。鈴木は三木から話を出された時は一喝したものの、最終的に三木自身の決意を尊重してエールを送ったという。
2020年2月からは、小説投稿サイト「小説家になろう」にて、自らが執筆した小説を投稿する活動も始めた。
YouTuberのくんひろと仲が親密であり、彼の動画に出演することが度々あるため、自らをくんひろの正妻と称している。

## 人物
電撃文庫のヒット作品『とある魔術の禁書目録』『ソードアート・オンライン』などを担当する編集者として、業界内での逸話も多い。メディアミックス手法を得意とし、多数のヒット作品の担当編集を務めてきた。
いわゆるネット文化への造詣も深く、『俺の妹がこんなに可愛いわけがない』の作中に出てくるインターネットに関するネタなどの提案も行っていた。担当作品や自分に対する感想をインターネット上の電子掲示板である2ちゃんねるなどで見る事もあり、2ちゃんねるにて同作のヒロインである高坂桐乃の事を「オワコン」と書かれた際には、心残りだったと語っている。
しかし、全ての創り手に対して、批判的な意見よりも「静かなるBUYサイン」を信じて『作品』を届け続ければいいと語っている。
また、本人執筆による自伝『面白ければなんでもあり　発行累計6000万部――とある編集の仕事目録』では、下記のような事が語られている。
・子供の頃の愛読書は『ノーマーク爆牌党』や『カメレオン』などだった。周りから「要領が良い」と言われる事が多かった。
・新人時代、「会社を一番先に辞めるやつ」と見なされ、「ギャンブル枠（たぶん採用しても十中八九使えないけど、もしかしたらまぐれ当たりするかもしれない爆弾枠）」として採用されたという過去がある。
・社長賞授与の時、「あー、どもっス。会社を一番最初に辞めるオッズナンバーワンの自分っすけど、ついにここまできました～」と皮肉を言ってやりたかったが、いざ実際のスピーチでは平凡な発言になってしまった。

## 担当作家・担当作
- 愛染猫太郎『塔京ソウルウィザーズ』
- 蒼乃白兎『異世界陰陽師と十二天将の式神』『禁忌の転生大魔導士～無能からレベルアップで最強に～』『転生魔術師の異世界生活 原作知識で世界最強』
- 綾崎隼『蒼空時雨』『初恋彗星』『吐息雪色』『ノーブルチルドレンシリーズ』
- 荒井チェイサー『極道な少女漫画家の現場に放り込まれました』
- 五十嵐雄策『乃木坂春香の秘密』（和田敦と共同）
- 入間人間『嘘つきみーくんと壊れたまーちゃん』『電波女と青春男』『トカゲの王』（小山直子と共同）
- おかゆまさき『撲殺天使ドクロちゃん』（和田敦と共同）
- 乙野四方字『ミニッツ』
- 鎌池和馬『ヘヴィーオブジェクト』『とある魔術の禁書目録』
- 川原礫『アクセル・ワールド』『ソードアート・オンライン』
- 上月司『れでぃ×ばと!』
- 桜あげは『当て馬モブ令嬢が必死に瞬殺回避したら、気づけば全キャラ攻略してました!?』
- 佐々木禎子『史上最悪の転生魔女は最愛の王子と恋をしたい』
- 佐島勤『魔法科高校の劣等生』
- 高橋弥七郎『A/Bエクストリーム』『灼眼のシャナ』『カナエの星』
- 鷹野浪流『絶対服従コマンド』
- ハセガワケイスケ『しにがみのバラッド。』
- 兵頭一歩『スクライド 新しき盟約』『スクライド・アフター』
- 伏見つかさ『十三番目のアリス』『俺の妹がこんなに可愛いわけがない』『エロマンガ先生』『ねこシス』（小原一哲と共同）
- ゆうきりん『ヴァルキュリアの機甲』
- 御影瑛路『空ろの箱と零のマリア』『あなたが泣くまで踏むのをやめない!』
- 駱駝『俺が好きなのはお前だけかよ』

## 担当作品への関わり
「メディアミックス展開によって出版社だけではカバー出来ない市場へアピールし、原作を売る」というポリシーを持っている。そのため彼の数々の担当作品はアニメ化やコミカライズなどを果たしている。
『灼眼のシャナ』のシャナは、初期稿では20歳代で現在のマージョリーに似たイメージだったが、三木の提案で現在の設定となった。
『俺の妹がこんなに可愛いわけがない』の、おたく文化を題材にした日常コメディという作品コンセプトは、伏見つかさの作風を踏まえた上で三木が企画したものである。同作のヒロインである高坂桐乃のキャラクター造形も、「藤沢とおる先生が描く漫画に出てくるようなギャル」という三木の提案が反映されている。
徳島出身の縁で、徳島市のイベント「マチアソビ」に担当作家の伏見、共に伏見を担当する編集の小原一哲と共にしばしば出演している。
2013年4月頃まではTwitterでも情報発信していた。新会社設立後に再びアカウントを復活。

## その他の活動

### アニメへの参加
アニメ化された担当作のプロデューサーの他
- 「頂のヘカテーたん」脚本（書籍『アニメ灼眼のシャナノ全テ』初回限定版付属DVDに収録）
- 『乃木坂春香の秘密』第4話 DVDオーディオコメンタリー
- 『革命機ヴァルヴレイヴ』副シリーズ構成

### ゲームへの参加
- 『俺の妹がこんなに可愛いわけがない ポータブル』 田村麻奈実ルート監修[11]
- 『とある魔術と科学の群奏活劇』 監修
- 『東京クロノス』 プロデューサー

### ウェブトゥーンへの参加
- 『転生したらSSS級ゴブリンになりました』 原作[12][13]
- 『ゼロ0〜時空魔法で未来を超える〜』 原作（シナリオ）[14]
- 『異世界コンビニのおっさん、実は最強。』 原作（シナリオ）[15]

### ラジオ出演
- びん・かん ドクロちゃんねる
- 偽・うpのギョーカイ時事放談
- 乃木坂美夏の麻衣ふぇあれいでぃお!
- うぇぶらじ@電撃文庫
- ソードアート・オンエアー